# Galip Haktanır
Galip Haktanır (İznik, 1921. augusztus 1. – 2023. szeptember 30.) válogatott török labdarúgó, hátvéd, olimpikon, edző.

## Pályafutása

### Klubcsapatban
1938 és 1954 között a Vefaspor labdarúgója volt.

### A válogatottban
1948 és 1950 között öt alkalommal szerepelt a török válogatottban. A válogatott csapattal részt az 1948-as londoni olimpián.

### Edzőként
1956 és 1969 között hat különböző időszakban volt korábbi klubja a Vefaspor vezetőedzője.

## Statisztika

### Mérkőzései a török válogatottban
| Törökország | Törökország        | Törökország                   | Törökország | Törökország | Törökország | Törökország | Törökország | Törökország |
| #           | Dátum              | Helyszín                      | Hazai       | Eredmény    | Vendég      | Kiírás      | Gólok       | Esemény     |
| ----------- | ------------------ | ----------------------------- | ----------- | ----------- | ----------- | ----------- | ----------- | ----------- |
| 1.          | 1948. május 30.    | Isztambul, Dolmabahçe Stadion | Törökország | 0 – 1       | Ausztria    | barátságos  | -           | lecserélve  |
| 2.          | 1948. november 28. | Isztambul, Dolmabahçe Stadion | Törökország | 2 – 1       | Görögország | barátságos  | -           | 46'         |
| 3.          | 1949. március 20.  | Bécs, Práter-stadion          | Ausztria    | 1 – 0       | Törökország | barátságos  | -           |             |
| 4.          | 1950. május 28.    | Isztambul, Dolmabahçe Stadion | Törökország | 6 – 1       | Irán        | barátságos  | -           | 46'         |
| 5.          | 1950. október 28.  | Tel-Aviv, Makkabi stadion     | Izrael      | 5 – 1       | Törökország | barátságos  | -           | 46'         |
|             | Összesen           |                               |             | 5           | mérkőzés    |             | 0           | gól         |